# Подводные лодки типа «Барракуда» (1951)
Подводные лодки типа «Барракуда» (англ. Barracuda) являлись продуктом Проекта Кайо (англ. Project Kayo) — совместных усилий разработчиков и изобретателей ВМС США, предпринятых сразу по окончании Второй мировой войны для «разрешения проблемы по использованию субмарин для атаки и уничтожения субмарин противника.»
Основной и главной инновацией проекта Кайо был низкочастотная носовая сонарная система, AN/BQR-4. Однако в связи с установкой этой системы в носу лодки, пришлось сдвинуть носовые торпедные аппараты назад и поставить их под углом к центральной оси.
Патрульные субмарины типа «Барракуда» изначально были разработаны как более мелкие и простые по дизайну и конструкции, нежели обычные привычные подводные лодки. Это было сделано в надежде удешевить их массовое производство для улучшения позиций в противостоянии с увеличивающимся подводным флотом СССР. Второй преследуемой целью было обеспечение возможности постройки этих субмарин верфями, не имевшими опыта в постройке подводного флота а также занятости в пополнении парка производителей самолётов, уже имеющих опыт в массовом производстве сложных воздушных судов.
Как и все остальные попытки строить более дешевые и мелкие субмарины, этот эксперимент так же обернулся провалом. Точно так же как и с довоенным типом «Макрель» и более поздней USS Tullibee (SSN-597), результатом стали суда с возможностями, недостаточными для выполнения предполагаемых им обязанностей. Барракуды были медленными и обладали ограниченной манёвренностью, что и привело к их списанию в конце 50-х. Однако же их сонары показали отличные показатели с хорошими дальностью обнаружения по зонам конвергенции при применении против субмарин, двигающихся под шноркелем. Начиная с типа «Барракуда» схема с носовым сонарным массивом и стоящими позади него торпедными аппаратами, повёрнутыми под углом к оси стала применяться на всех субмаринах.

## Представители
| Название              | Заложена             | Спущена на воду   | Принята на вооружение | Снята с вооружения  | Списана  |
| --------------------- | -------------------- | ----------------- | --------------------- | ------------------- | -------- |
| USS Barracuda (SSK-1) | 1 июля 1949 года     | 2 марта 1951 год  | 10 ноября 1951 года   | август 1959 год     | 1973 год |
| USS Bass (SSK-2)      | 23 февраля 1950 года | 2 мая 1951 года   | 16 ноября 1952 года   | 1 октября 1957 года | 1965 год |
| USS Bonita (SSK-3)    | 29 мая 1950 года     | 21 июня 1951 года | 11 января 1952 года   | 7 ноября 1958 года  | 1965 год |